# Lori sombre
Pseudeos fuscata
Genre
Espèce
Statut de conservation UICN

 LC  : Préoccupation mineure
Statut CITES
Le lori sombre (Pseudeos fuscata) est une espèce d'oiseau de la famille des Psittaculidae.

## Description

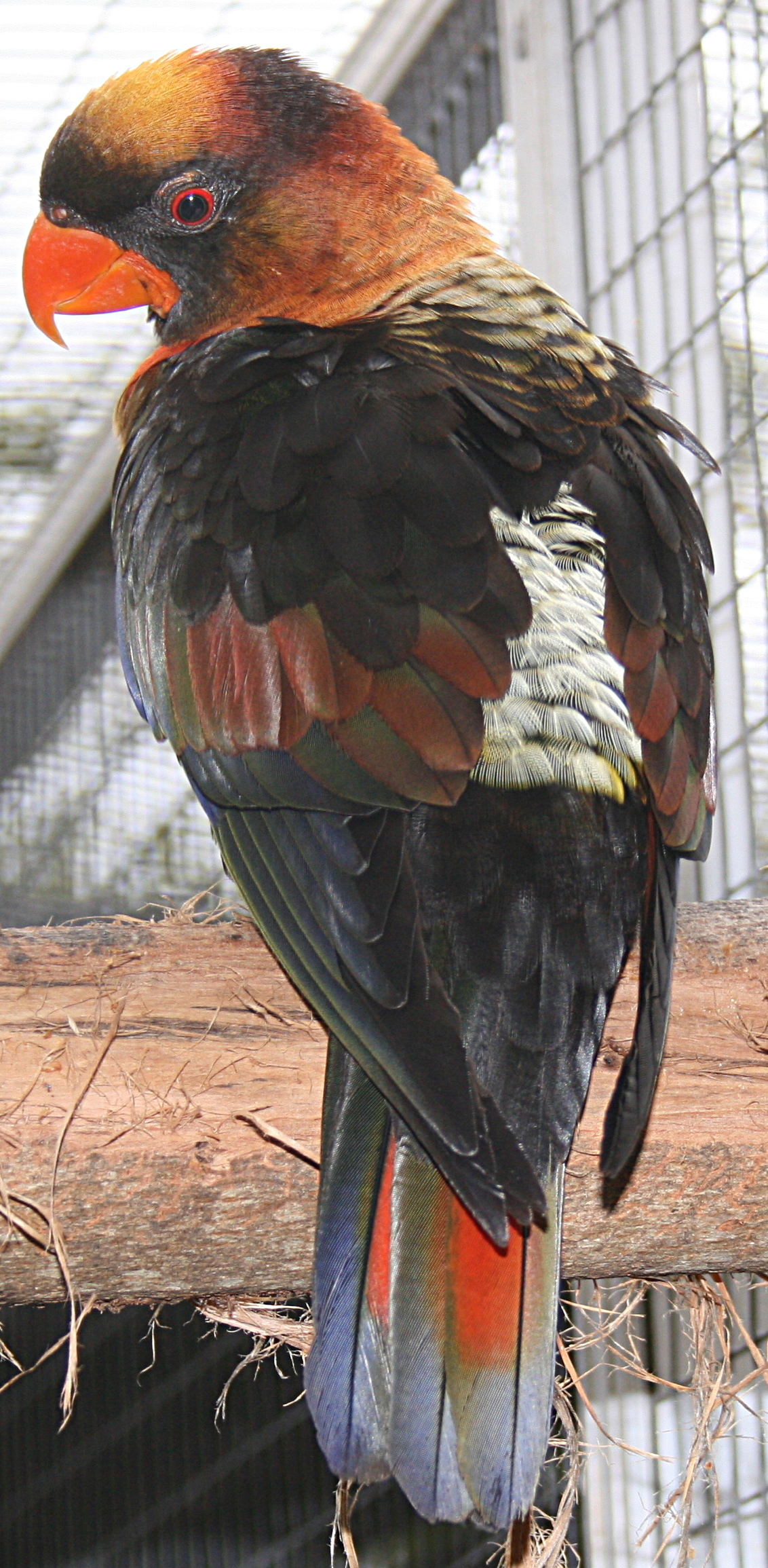
Lori sombre adulte avec dos blanc.

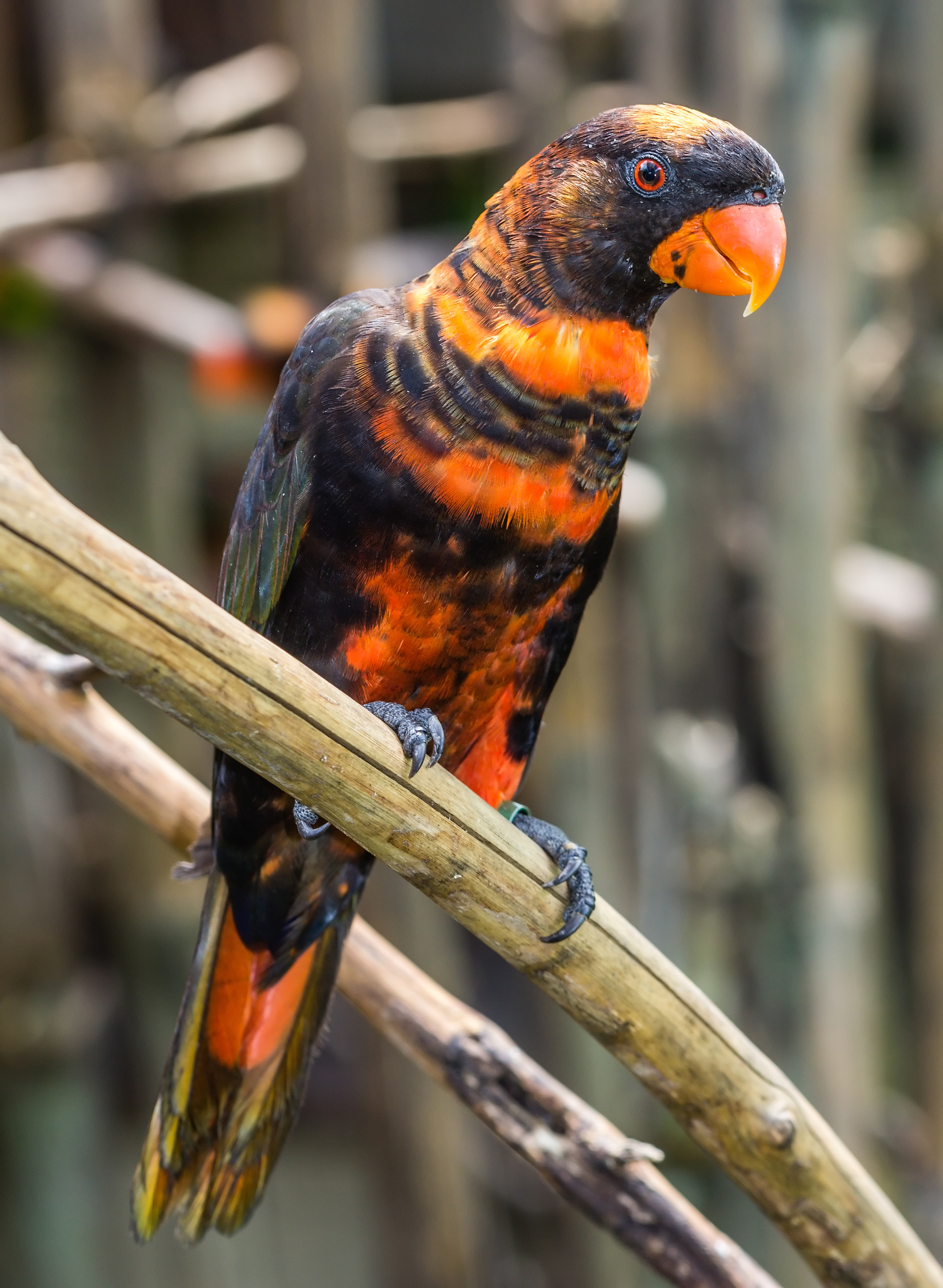
Lori sombre.

Ce lori présente un plumage brun rouge avec le bas du dos et le croupion jaune clair à blanc.

## Distribution et habitats
Cet oiseau vit en Indonésie (y compris les îles Yapen et Salawati) et en Papouasie-Nouvelle-Guinée.

## Habitat
Cette espèce peuple les forêts tropicales humides, les forêts de mangrove et les forêts de nuage jusqu'à 2 400 m d'altitude. Elle fréquente aussi les parcs urbains et parfois les plantations et les savanes.

## Comportement
Cet oiseau a un comportement très sociable puisqu'il peut parfois constituer des groupes de plusieurs milliers d'individus.

## Alimentation
Ce lori consomme du nectar mais aussi du pollen, des fleurs de cocotiers et des fruits (mangues...).

## Nidification
Le Lori sombre pour nicher choisit généralement une cavité située très haut dans les arbres. La ponte effectuée entre novembre et avril comprend le plus souvent deux œufs. L'incubation dure 24 jours. Les jeunes demeurent environ 70 jours dans le nid.